# Abgaskrümmer

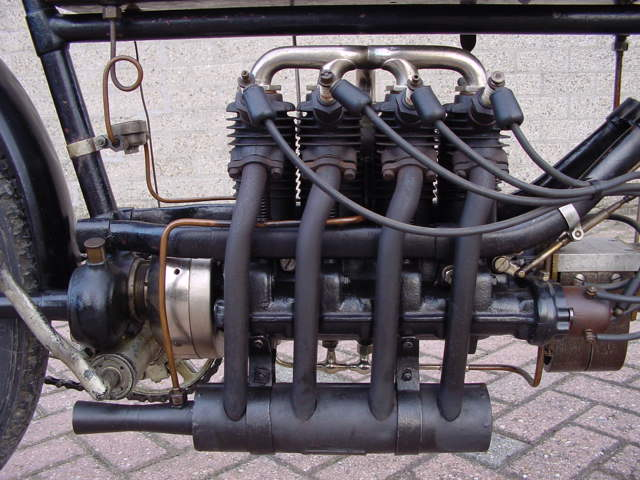
Einzelrohr-Abgaskrümmer, die in einem gemeinsamen Endrohr münden an einem Motorrad aus dem frühen 20. Jahrhundert

Der Abgaskrümmer ist ein Bauteil der Abgasanlage von Verbrennungsmotoren. Seine Aufgabe ist es, die von den Zylindern des Motors ausgestoßenen Abgase zusammenzufassen und in den Auspuff weiterzuleiten. Seinen Namen hat der Abgaskrümmer von seiner üblicherweise gekrümmten Bauform. Diese ergibt sich in erster Linie daraus, dass der Krümmer die Abgase aus meist mehreren waagerechten Zylinderöffnungen des Motors in den weiter unten verlaufenden Abgasstrang umleiten muss. Formdetails können auch von strömungsmechanischen Überlegungen beeinflusst werden.

## Bau und Funktionsweise
Der Abgaskrümmer muss die Abgase möglichst zügig ableiten und ein Zurückströmen in die Zylinder verhindern. In einem gut gestalteten Krümmer zieht die Druckfront des ausströmenden Abgases einen Unterdruck nach sich, der in einem bestimmten Drehzahlbereich den Abgasausstoß des folgenden Zylinders unterstützt. In diesem Sinne ist der Krümmer bei Zweitaktmotoren ein besonders wichtiges Element: Er sorgt zusammen mit der Auspuffbirne dafür, dass sich im Abgassystem Druckschwingungen aufbauen, die – wiederum begrenzt auf einen bestimmten Drehzahlbereich – zu einem Nachladeeffekt führen. Aber auch bei Viertaktmotoren können die Druckschwingungen in einem Abgassystem mit geschickt gestaltetem Abgaskrümmer eine Mehrleistung des Motors bewirken. Als Material von Abgaskrümmern wird traditionell legiertes Gusseisen verwendet, das den hohen Temperaturen der Abgase (über 900 °C) gerecht wird. Zunehmend werden jedoch leichtere und kompaktere Krümmer aus Edelstahl eingesetzt. Komponenten solcher modernen Krümmer werden im Innenhochdruckumformverfahren aus ein bis zwei Millimeter dicken, seit 2002 auch aus 0,8 Millimeter dicken Rohren hergestellt. Dabei kommen sowohl ferritische (z. B. 1.4509) als auch austenitische Stähle (z. B. 1.4301, 1.4828, 1.4845) zum Einsatz. Gebaute Krümmer sind u. U. teurer als gegossene Krümmer. Sie haben jedoch Emissionsvorteile (s. u.) und die Mehrkosten können in der Regel durch eine Reduktion des Edelmetallgehalts im Katalysator kompensiert werden. Die größte Herausforderung bei der Entwicklung von Krümmern ist die Berücksichtigung der Temperaturausdehnung und der damit verbundenen Spannungsverteilung im Krümmer. Diese Spannungen sind in der Regel so groß, dass sie nach endlich vielen Aufheiz-Abkühlzyklen den Krümmer zerstören. Trotzdem werden heute Krümmer entwickelt, die mehrere tausend solcher Zyklen und dementsprechend mehrere hunderttausend Kilometer überstehen. In der ersten Generation von gebauten Krümmern kam es noch regelmäßig zu Rissen, die zu teuren Reparaturen führten.

## Bauvarianten
Gestaltungsvariablen sind neben Rohrlänge, Rohrdurchmesser und Krümmungsführung auch das Material (glatte Oberflächen reduzieren die Reibung zwischen Abgasstrom und Krümmerwand) sowie die Reihenfolge, in der die Abgasstränge der einzelnen Zylinder zusammengeführt werden. Zur Leistungsoptimierung des Motors kommen bei Viertaktmotoren häufig sogenannte 4-in-2-Abgaskrümmer zum Einsatz, die zunächst nur jeweils zwei Abgasstränge zusammenfassen. Ähnliche Anordnungen finden sich auch bei Motoren mit mehr als vier Zylindern.
Sogenannte Leistungskrümmer für Motorräder werden aus Edelstahl gefertigt, weisen einen vergrößerten Durchmesser auf und sollen durch verbesserte Abgasdynamik die Motorleistung erhöhen. Ihr Pendant im Automobilbereich sind Fächerkrümmer, die im Rahmen des Fahrzeugtunings, in einigen hochwertigen Sportwagen aber auch ab Werk verbaut werden.
Ursprünglich waren Abgaskrümmer stets separate Bauteile mit dem Vorteil leichter Austauschbarkeit. Insbesondere für Dreizylindermotoren hat sich mittlerweile (2017) der integrierte Abgaskrümmer etabliert. Diese Abgaskrümmer sind fest in den Zylinderkopf des Motors eingebaut und ins Kühlsystem eingebunden. Durch die Kühlung des Krümmers erreicht einerseits der Motor schneller seine Betriebstemperatur (das Kühlwasser heizt sich rascher auf), andererseits sinkt im stationären Betrieb die Temperatur der Abgase.

## Abgaskrümmer im Motorsport
Im Motorsport spielt sowohl bei den Automobilen als auch bei Motorrädern die Gestaltung der Abgaskrümmer bzw. der gesamten Abgasanlage eine große Rolle.
Einerseits wird ein möglichst optimaler, ungebremster Abfluss der Verbrennungsrückstände angestrebt, andererseits wird (besonders bei Zweitaktmotoren) versucht, eine optimale Ausnutzung des Abgasgegendrucks zu erreichen. Im Drag Racing wird in manchen Klassen (z. B. Top Fuel, Top Methanol oder Pro Mod) auf die Verwendung eines Endtopfes (oder Manifold) komplett verzichtet. Der Druck der Abgase wird hier zur Erzeugung von zusätzlichem „Downforce“ verwendet.

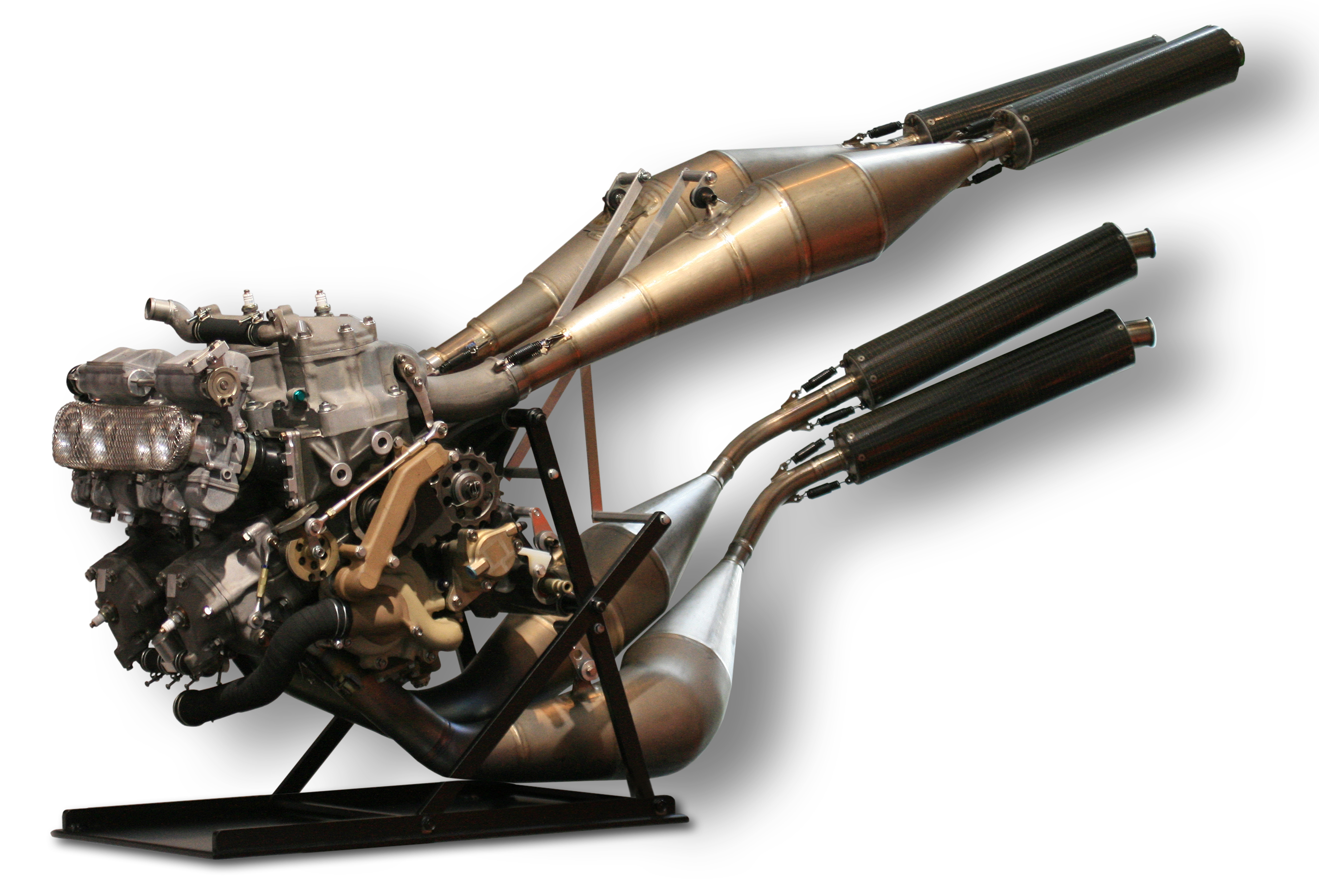
Abgasanlage eines Zweitaktmotors, wie er bei der Honda NSR 500 verwendet wurde
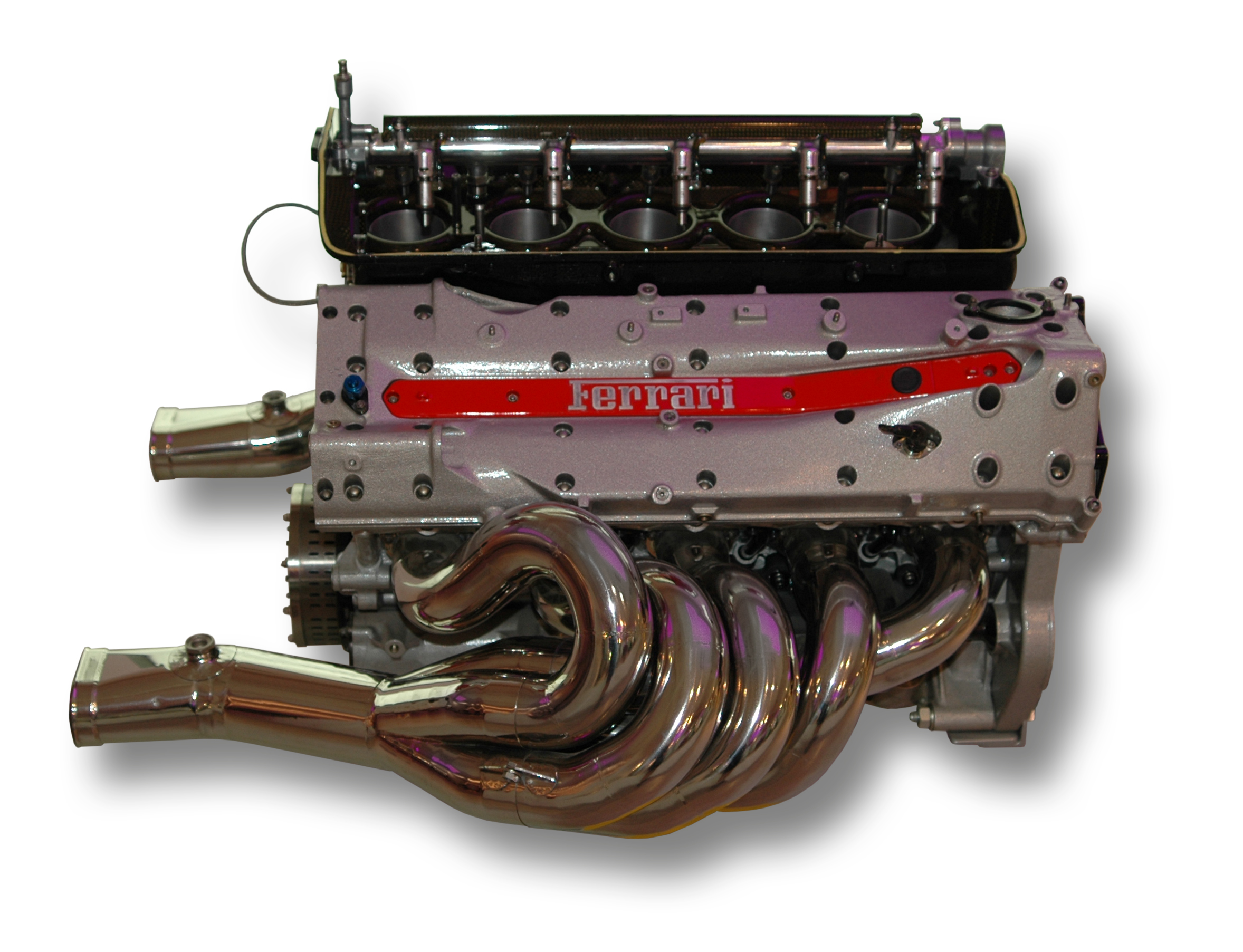
Ein Ferrari Tipo 046-2, eingesetzt im Ferrari F310
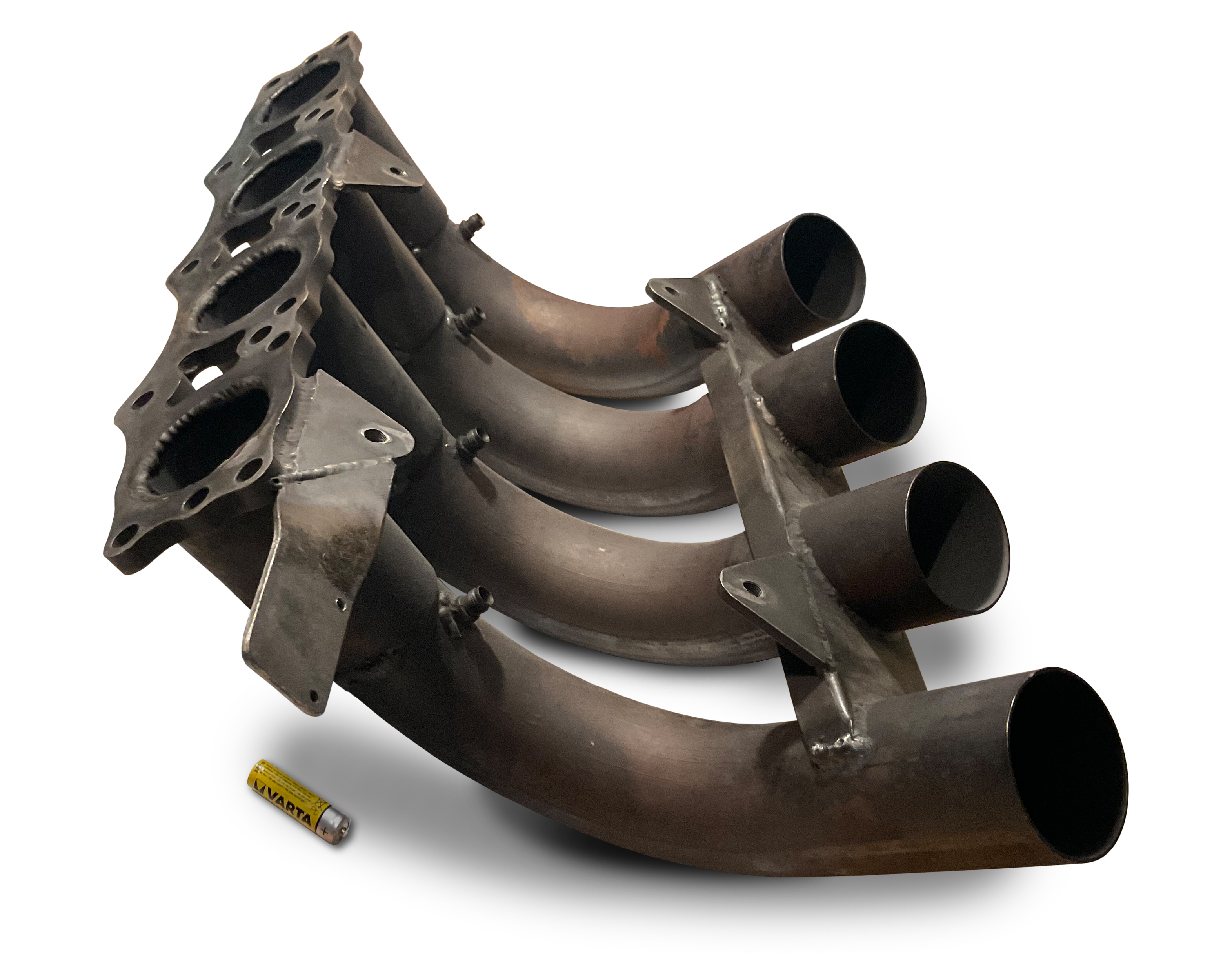
Abgaskrümmer eines Top Fuel Dragsters ohne weitere Komponenten (wie z. B. Endrohr)

## Abgaskrümmer und Umweltschutz
Die gesetzliche Limitierung der Schadstoffemissionen regte Mitte der 1980er Jahre die Entwicklung dünnwandig gebauter Krümmer an, da durch Krümmer geringerer thermischer Masse der dahinter befindliche Katalysator nach dem Motor-Kaltstart schneller seine Betriebstemperatur erreicht. Alternativ können sogenannte LSI-Krümmer (LSI = luftspaltisoliert) verbaut werden. Hier wird um den eigentlichen Krümmer mit wenigen Millimetern Abstand ein Krümmergehäuse gebaut; dies sorgt durch die Isolierwirkung des Luftspalts für geringe Wärmeverluste des Abgases auf dem Weg zum Katalysator und damit ebenfalls für eine schnelle Aufheizung des Katalysators nach dem Motor-Kaltstart. Trotz Kühlung der Abgase verlangsamen Motoren mit integrierten Abgaskrümmern offenbar das Ansprechen des Katalysators nicht: Die Verringerung der Oberfläche des kompakten integrierten Krümmers kann beim Kaltstart immer noch ein schnelles Erreichen der Katalysator-Betriebstemperatur gewährleisten. Die Kühlung der Abgase erhöht zudem die Kraftstoffeffizienz im Volllastbetrieb des Motors: Sie erlaubt den Verzicht auf die sogenannte Anfettung bei hoher Motorleistung.